# Ganopristis
Genre
Ganopristis est un genre éteint de poissons scies dont les restes fossiles ont été mis au jour dans des strates datant du Maastrichtien (Crétacé supérieur), en particulier dans les mines de phosphates du Maroc.

## Espèces
- Ganopristis hiram
- Ganopristis leptodon (espèce type)
- Ganopristis libanica
- Ganopristis senta